# Trybuciszki
Trybuciszki (biał. Трыбуцішкі; ros. Трибутишки) – wieś na Białorusi, w obwodzie witebskim, w rejonie brasławskim, w sielsowiecie Widze.

## Historia
W czasach zaborów wieś leżała w granicach powiatu nowoaleksandrowskiego Imperium Rosyjskiego.
W latach 1921–1945 wieś a następnie zaścianek leżał w Polsce, w województwie nowogródzkim (od 1926 w województwie wileńskim), w powiecie brasławskim, w gminie Widze.
Według Powszechnego Spisu Ludności z 1921 roku zamieszkiwało tu 26 osób, wszystkie były wyznania rzymskokatolickiego i zadeklarowały polską przynależność narodową. Były tu 4 budynki mieszkalne. W 1931 w 3 domach zamieszkiwały 22 osoby.
Miejscowość należała do parafii rzymskokatolickiej w Widzach. Podlegała pod Sąd Grodzki w m. Turmont i Okręgowy w Wilnie; właściwy urząd pocztowy mieścił się w Widzach.